# 白河自動車学校
株式会社白河自動車学校（しらかわじどうしゃがっこう）は、福島県白河市にある自動車教習所を運営する企業である。

## 概要
- 福島県白河市に所在する南湖自動車学校グループの系列校である。
- 敷地面積162,240㎡　建物（延べ）1,138㎡　コース面積9,716㎡

## 沿革
- 昭和37年11月に県南方部初、県内14番目の公認自動車学校として白河市南登り町に開校した。
- 昭和58年8月、国道289号バイパス建設と市の市街化区画整備計画するため、現在の白河市五番丁川原に敷地を確保して、校舎及びコースを新築移転した。

## 取得できる免許
- 大型自動車免許
- 中型自動車免許
- 普通自動車免許
- 大型特殊自動車免許
- 大型自動二輪車免許
- 普通自動二輪車免許
- 普通自動二輪車免許（小型限定）

## その他
一般教育訓練給付金の支給の対象となる厚生労働大臣指定講座を運営する教育訓練施設である。
- 大型
- 大型+大型特殊
- 中型
- 中型+大型特殊
- 大型特殊

## 周辺施設
- 白河小峰城- 日本100名城、東北三名城の一つ
- 南湖公園 - 日本最古の公園、国の史跡及び名勝
- メガステージ白河
- ベイシア白河モール
- ヨークタウン白河横町
- リオン・ドール
- とぴあ104

## 所在地
福島県白河市五番丁川原101-5

## アクセス
- 新白河駅から徒歩21分
- 白河駅から徒歩20分